# 세일란지아 EC
세일란지아 이스포르치 클루비(Ceilândia Esporte Clube)는 세일란지아라고도 불리며, 1979년에 창단한 브라질 연방구 세일란지아를 연고로 하는 축구팀이다. 2018년 현재 전국 4부 리그 캄페오나투 브라질레이루 세리이 D와 연방구 리그 캄페오나투 브라질리엔시에 참가하고 있다.

## 역사
1963년 동보스쿠 이스포르치 클루비라는 이름으로, 프란시스쿠 다 시우바에 의해 창단의 기틀이 잡히기 시작하였다.
1971년 브라질 연방구지사인 엘리우 프라치스 다 시우베이라의 주도 하에, 브라질리아를 개척한 이민자들을 "침입자"로 규정하고, 그들을 내쫓을 목적으로 "침입자 척출 센터"(Centro de Erradicação de Invasões)를 설립하였다. 이들은 경멸적인 표현으로, CEI-lândia(세일란지아)라고 불렸다. 이들은 브라질리아 원주민들을 우선시하고, 새로 건설된 도시에 이민자들을 배척하는 기치를 세웠다.
1979년 8월 23일 구단 명칭은 세일란지아 이스포르치 클루비로 변경되었다.

## 수상
- 캄페오나투 브라질리엔시
  - 우승 (2회) : 2010, 2012